# Laura Malipiero
Laura Malipiero, född 1602, död 1660, var en venetiansk naturläkare.   Hon ställdes inför Inkvisitionen för trolldom tre gånger, 1630, 1647 och 1655, och tillhör ett berömt fall om häxprocess i Venedig, där personer normalt sett inte dömdes för häxeri.  
Hon var verksam som klok gumma i Venedig, och utförde trollkonster mot betalning. Hennes verksamhet tycks ha varit mycket framgångsrik, då hon hade råd att anlita advokat under sina rättegångar. Hon ställdes inför rätta för första gången 1630. Hon dömdes till ett års fängelse. År 1640 separerade hon från sin make, och försörjde sig efter detta som trollkvinna med stor framgång, och utförde påstådda trollkonster vid sidan av medicinska behandlingar. 1647 ställdes hon inför inkvisitionen för andra gången. Hon dömdes 1649 till tio års fängelse. Hon frigavs av hälsoskäl 1654. Hon ställdes inför rätta för tredje gången 1655. Hon dömdes till tio års fängelse. Hon avled i fängelset.